# 別府塔

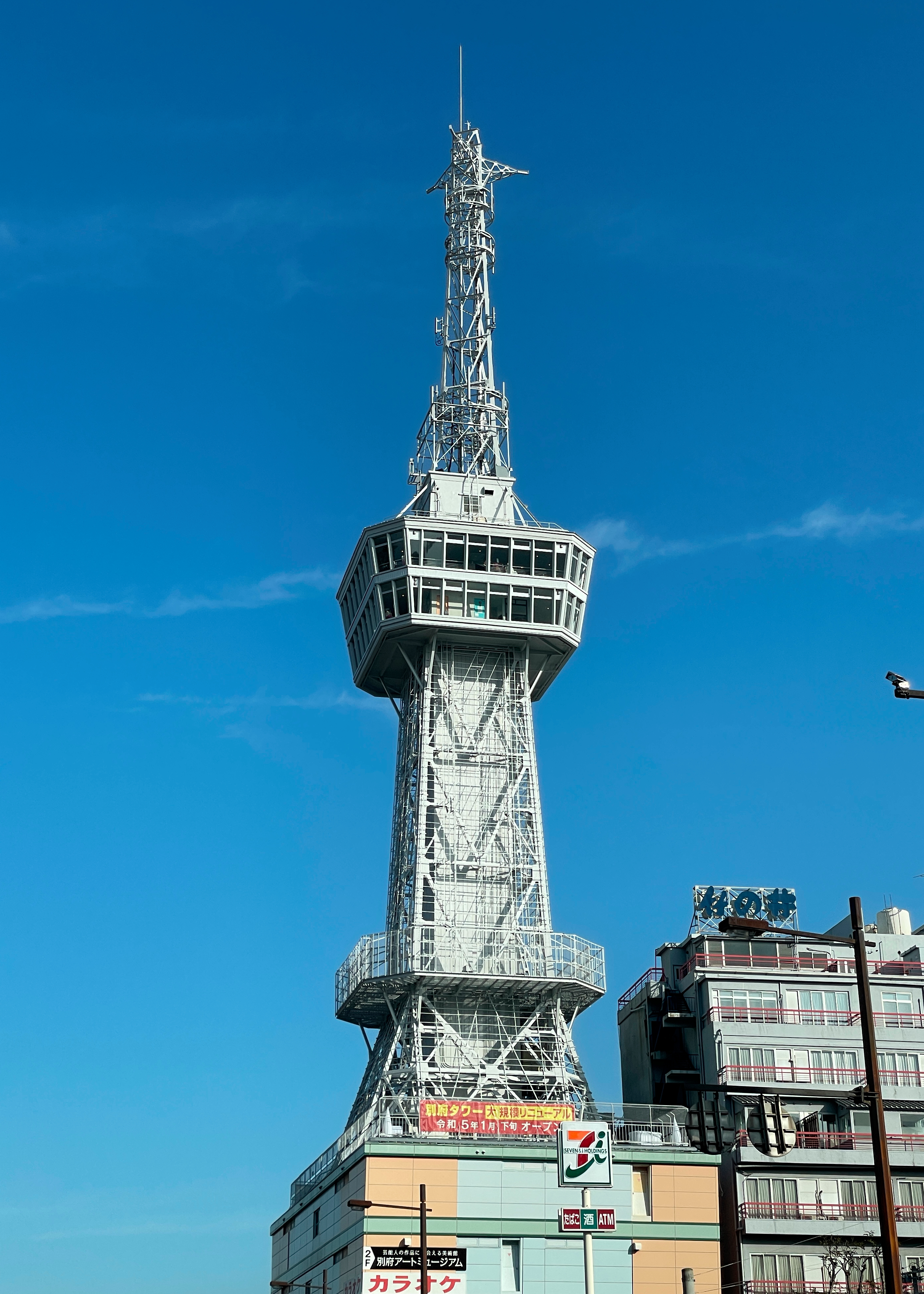
別府塔

別府塔（日语：別府タワー）是位於日本大分縣別府市的一座觀光塔，舊名觀光中心電視塔（日语：観光センターテレビ塔）。高90米。是日本繼名古屋電視塔、通天閣之後的第三座高塔，也是別府著名的觀光地標。設計者是內藤多仲，他也是東京塔等高塔的設計者。

## 历史
別府塔竣工於1957年5月10日，耗資2億8000萬日元。建設當時的目的是作為電波塔使用，但後來成為一座純觀光塔。1987年時，別府塔曾面臨解體危機，但最後得以逃脫。

## 外部連結
- 別府タワー公式ウェブサイト（页面存档备份，存于） - 公式サイト
- 別府三太郎テレビ - 別府タワーキャラクター番組

33°16′54″N 131°30′20.8″E / 33.28167°N 131.505778°E